# Modèle du chiffre idéal
En cryptologie, le modèle du chiffre idéal ou ICM est un cadre idéalisé dans lequel on peut espérer prouver la sécurité de certains algorithmes. Il suppose l'existence d'un oracle qui se comporte comme un chiffrement par bloc aléatoire, c'est-à-dire choisi uniformément au hasard parmi tous les chiffrements par bloc dont les paramètres (taille de clé et de l'entrée) sont identiques. Cet oracle est supposé public, et tous les participants à un jeu de sécurité peuvent l'interroger pour chiffrer le message de leur choix avec la clé de leur choix. Il est également possible d'effectuer des requêtes de déchiffrement, ici encore avec une clé choisie par le demandeur. Ce modèle cherche à abstraire les détails liés aux choix d'implémentation d'un chiffrement par bloc particulier dans une analyse de sécurité.
Le modèle du chiffre idéal remonte aux travaux de Claude Shannon en 1949,.
Ce modèle souffre toutefois de limitations similaires à celui de l'oracle aléatoire : il existe des constructions prouvées sûres dans ce modèle, qui sont complètement cassées dès que l'on remplace le chiffre idéal par n'importe quel chiffre concret. Il s'est en fait avéré que les deux modèles sont équivalents,,. Une autre limitation du modèle est liée à l'existence d'adversaires non uniformes, c'est-à-dire capables d'effectuer un calcul préliminaire « hors ligne » avant de s'attaquer au cryptosystème. Face à de tels adversaires, les estimations de sécurité produites dans le modèle du chiffre idéal sont trop optimistes.
Dans certains contextes, on suppose que la clé de chiffrement est fixée, c'est-à-dire que l'oracle se comporte comme une permutation — on parle alors du « modèle de la permutation idéale ». 

## Exemples importants
- La sécurité de MDC-2 contre le calcul de collisions a été démontrée dans le modèle du chiffre idéal[8].
- La sécurité de MDC-4 contre le calcul de collisions et de préimages a été démontrée dans le modèle du chiffre idéal[9].
- La sécurité de la construction d'Even-Mansour est démontrée dans le modèle de la permutation idéale[10].
- La sécurité de DES-X a été démontrée dans le modèle du chiffre idéal[11].
- La sécurité du surchiffrement a été analysée dans le modèle du chiffre idéal[12].